# Pomorsko (przystanek kolejowy)
Pomorsko – nieczynny przystanek osobowy a dawniej stacja kolejowa w Pomorsku na linii kolejowej nr 358 Zbąszynek – Guben, w województwie lubuskim w Polsce. Przystanek zamknięto 13 grudnia 2009.